# Großer Bergpreis von Österreich
Großer Bergpreis von Österreich ist die Bezeichnung für verschiedene Motorsportveranstaltungen in Österreich. Motorsportliche Bergrennen gibt es seit Beginn des Motorsports, Anfang 1900, in ganz Europa. Was auf Rundstreckenrennen die Grand Prix sind, sind auf Bergrennstrecken die „Großen Bergpreise“. Sie gab es in Deutschland, der Schweiz und Österreich, Bergrennen an sich jedoch auch in Italien und Frankreich.

## Geschichte der „Großen Bergpreise“ in Österreich
Österreich fehlte es in der Vor- und Zwischenkriegszeit zwar nicht an Bergrennen an sich: Exelberg bei Wien, Semmering-Bergrennen, Gaisberg in Salzburg (seit 1929), Arlbergrennen (seit 1922) und anderen. Aber es gab kaum große internationale Bergrennen wie beispielsweise in der Schweiz das Klausenrennen (seit 1922) oder Schauinsland bei Freiburg im Breisgau (seit 1925).
Erst mit dem Gaisbergrennen ab 1929 bis 1933 und 1935 mit dem ersten internationalen Großglockner Rennen für Automobile und Motorräder fanden zwei europaweit bekannte Bergrennen in Österreich statt. Diese hießen damals aber noch nicht „Großer Bergpreis“, sondern „Internationale Bergrennen“.
Erst nach dem Zweiten Weltkrieg, am 15. August 1957, fand am Gaisberg bei Salzburg wieder namentlich der erste „Große Bergpreis von Österreich“ mit internationaler Beteiligung statt. Dieses Bergrennen war sowohl für Automobile (13 Mal) als auch für Motorräder (vier Mal) ausgeschrieben. 1969 wurde er am Gaisberg zum letzten Mal ausgetragen.
Von 1970 bis 1981 fand der „Große Bergpreis von Österreich“ am Dobratsch in Kärnten statt. 
Wenn auch die Bezeichnung „Großer Bergpreis von Österreich“ vor dem Zweiten Weltkrieg noch nicht in Verwendung war, so können die Bergrennen in Salzburg am Gaisberg und am Großglockner durchaus als solche bezeichnet werden. Alle drei Bergrennen auf der Großglockner-Hochalpenstraße waren sowohl für Automobile als auch für Motorräder ausgeschrieben.
Im 21. Jahrhundert trägt das Rechbergrennen den Zusatz „Großer Bergpreis von Österreich“.

## Die Bergrennen auf der Großglockner-Hochalpenstraße 1935, 1938 und 1939

### Das „1. Internationales Großglockner Rennen für Automobile und Motorräder“ auf der Großglockner-Hochalpenstraße
Gerade die Großglockner-Hochalpenstraße als zentraler Alpenübergang bot mit seiner Eröffnung am 3. August 1935 neben der touristischen Zielsetzung als Alpentransitstrecke auch die Möglichkeit für Österreich, eine Bergrennstrecke zu schaffen, die internationalen Anforderungen entsprach.
Als nach fünfjährigem Bau der Großglockner-Hochalpenstraße im Jahre 1935 diese Nord-Süd-Strecke fertiggestellt war, gab die Prominenz des österreichischen Motorsports eine mächtige Demonstration ihrer Präsenz. Das erste internationale Großglockner Rennen für Automobile und Motorräder fand am 4. August 1935 statt, nur einen Tag nach der feierlichen Eröffnung der Straße. Es sollten noch zwei weitere folgen, 1938 und 1939; sie trugen der politischen Entwicklung entsprechend den Namen „Großer Bergpreis von Deutschland“.
Am ersten Rennen 1935 nahmen viele ausländische Automobilrennfahrer teil: der Schweizer Christian Kautz auf Alfa Romeo, der Franzose Pierre Rey auf Bugatti, Carlo Maria Pintacuda und Mario Tadini von der Scuderia Ferrari auf Alfa Romeo, der Deutsche Bobby Kohlrausch auf 745-cm³-MG, Roy Seaman aus London, auf ERA, der Zürcher Max Christen auf Maserati.
Bei den Motorradfahrern stellten die Österreicher das Gros der Teilnehmer mit den bergerfahrenen Martin Schneeweiss, Michael Geyer, Hermann Deimel und Otto Steinfellner an der Spitze, während nur wenige Ausländer teilnahmen.

#### Damen beim Rennen 1935
Auch Damen nahmen an diesem ersten internationalen Bergrennen teil: bei den Automobilen war es Miss Eileen Ellison auf Bugatti. Sie erreichte in der Rennwagenklasse bis 1 500 cm³ eine sehr beachtenswerte Zeit, wurde Vierte in ihrer Klasse und erhielt den Damenpreis.
Bei den Motorrädern war es Anita Wachter aus Bürs, Vorarlberg auf 250-cm³-Puch, die als erste bei den Motorradklassen startete. Allerdings musste sie bei Hochmais aufgeben. Und eine Frau fuhr als „Schmiermaxe“, als Beifahrerin, in einem Beiwagengespann mit: der aus Basel in der Schweiz stammende Hans Stärkle und seine Frau Cilly gewannen die Klasse Beiwagen bis 600 cm³.

#### Der Rennverlauf 4. August 1935
Auf der anfangs noch regennassen, 19,5 Kilometer langen, damals noch größtenteils aus gewalzter Sandstraße bestehenden Strecke gewann bei der 250-cm³-Klasse der Italiener Bianchi auf seiner Miller Balsamo (der Schnellste war eigentlich der Salzburger Ludwig Zangerl auf Rudge gewesen, er wurde aber wegen eines Hubraum-Regelverstoßes disqualifiziert); in der 350-cm³-Klasse gewann der Wiener Hermann Deimel auf Velocette mit einem Schnitt von 72,7 km/h; in der Halbliterklasse war Michael Gayer, ebenfalls ein Wiener, auf seiner Werks-Husqvarna-Zweizylinder erfolgreich und kam auf 75,4 km/h im Schnitt. Die schnellste Motorradzeit absolvierte der damals noch nicht auf Sandbahnen spezialisierte Martin Schneeweiss, ebenfalls aus Wien, in der Klasse über 500 cm³. Mit seiner Austro Omega (600-cm³-J.A.P.-Motor) schaffte er einen Schnitt von 76,5 km/h, was einer Zeit von 15:17,57 Minuten entsprach.
Bei den Automobilen gelang die beste Sportwagenzeit dem Italiener Carlo Maria Pintacuda, dessen von der Scuderia Ferrari stammender Alfa Romeo einen Schnitt von 76,7 km/h (15:15,69 Min.) hinlegte, nur knapp zwei Sekunden schneller als der schnellste Motorradfahrer. Höhepunkt bei den Rennwagen war die Fahrt von Mario Tadini, der mit seinem Alfa Romeo, ebenfalls von der Scuderia Ferrari, in einer Zeit von 14:42,74 Minuten (79,59 km/h) hinauf schoss.
Trotz des Fernbleibens der damals im Zenit des allgemeinen Interesses stehenden Marken Auto Union mit DKW und Daimler-Benz war das Großglocknerrennen 1935 ein glanzvolles Ereignis.

### Der „Große Bergpreis von Deutschland“ 1938
Die 1938 und 1939 folgenden Veranstaltungen brachten zwar die großen Werksrennställe aus Deutschland an die Großglocknerstraße, doch wurde die Atmosphäre durch schlechte Wetterverhältnisse stark beeinträchtigt. Auch blieben die Starterzahlen in bescheidenen Grenzen. Bergkönig Hans Stuck auf Auto Union, Hermann Lang auf Mercedes-Benz und Manfred von Brauchitsch waren bei den Automobilen dabei, Ewald Kluge auf DKW, Leonhard Faßl auf NSU traten neben vielen Teilnehmern des ersten Rennens in diesen Jahren an den Start.
Die wichtigsten Ergebnisse vom 28. August 1938 bei den Motorrädern: Ewald Kluge wurde deutscher Bergmeister in der 250-cm³-Klasse auf DKW mit einem Schnitt von 68,46 km/h (das schlechte Wetter verhinderte neue Rekordzeiten) vor Hermann Gablenz (D) und Manfred Magnus (A). Er besiegte mit seiner Viertelliter-Maschine die Teilnehmer mit 350-cm³- und 500-cm³-Motorrädern. Die 350-cm³-Klasse gewann der Deutsche Siegfried Wünsche auf DKW, die 500-cm³-Klasse Sepp Hofmann aus Salzburg auf DKW.
Huschke von Hanstein auf BMW (mit zwei Litern Hubraum) wurde als dritter der Klasse bis 2000 cm³ mit einem Schnitt von 65,77 km/h deutscher Sportwagen-Bergmeister, da die beiden vor ihm platzierten Teilnehmer aus England und Rumänien stammten; Hans Stuck auf Auto Union deutscher Rennwagen-Bergmeister mit einem Schnitt von 74,40 km/h, gefolgt von Hermann Lang auf Mercedes-Benz und Manfred von Brauchitsch, ebenfalls auf Mercedes-Benz.
Übrigens wollte man 1938 zunächst das Rennen von Fusch bis auf die Franz-Josefs-Höhe in 2346 Meter Seehöhe fahren – 33,5 km: Von Fusch bis zum Fuscher Törl (12,6 km) als ersten Lauf, dann eine neutralisierte Strecke und als zweiter Lauf die Strecke von Guttal zur Franz-Josefs-Höhe (7,3 km). Aber wegen Schlechtwetters gab es ungenügende Trainingsmöglichkeiten, und so entschied die ONS (Oberste Nationale Sportkommission) unter Leitung von Korpsführer Adolf Hühnlein, dass das Rennen in zwei Läufen nur von der heutigen Mautstelle Ferleiten bis zum Fuscher Törl (12,6 km) stattfinden sollte.

### Der „Große Bergpreis von Deutschland“ 1939
Schon die Trainingstage waren verregnet. Am Renntag selbst, dem 6. August 1939, zeigte sich der Großglockner von seiner schlechtesten Seite: starke Regenfälle, Gewitter, Sonnenschein und Nebel wechselten sich den ganzen Tag über ab. Der Nebel wurde teilweise so dicht, dass die Sichtweite unter 20 Meter lag.
Bei den Motorrädern siegte in der Klasse bis 250 cm³ der Wiener Martin Schneeweiss auf DKW mit einem Schnitt von 63,04 km/h, die 350-cm³-Klasse gewann Leonhard Faßl, ebenfalls aus Österreich, auf NSU. Bei den 500ern behauptete sich der Sieger des ersten Laufes, Georg Mittenwald auf DKW, mit einem Schnitt von 66,85 km/h.
Das wirklich miserable Wetter drückte sich auch in den Zeiten aus. Erster Lauf: In der Rennwagenklasse bis 1500 cm³ fuhr Giovanni Rocco aus Italien auf einem der fünf gestarteten Maserati einen Schnitt von 78,13 km/h. Höhepunkt des ersten Laufes waren jedoch die ganz großen Rennfahrer seinerzeit. Hermann Paul Müller auf Auto Union erreichte einen Schnitt von 84,86 km/h vor Hans Stuck, Auto Union (84,70 km/h) und Hermann Lang, Mercedes-Benz, mit 84,73 km/h.
Dann der zweite Lauf: Rocco behielt seinen ersten Platz, aber nur mehr mit einem Schnitt von 69,53 km/h. Müller – 65,19 km/h, Stuck – 65,10 km/h, Lang – 67,45 km/h (er wurde an diesem Tag auch Gesamtsieger und deutscher Bergmeister), v. Brauchitsch – 60,68 km/h.
Wenig später brach der Krieg aus.

### Die Großglockner-Rennen nach 1945
Der Großglockner wurde nie mehr im Renntempo erstürmt. Viel zu dicht ist heute der Ausflugsverkehr geworden, als dass man diese Straße über ein Wochenende sperren könnte. Auch würden die Sicherheitsanforderungen mit den Gegebenheiten nicht mehr in Einklang zu bringen sein. Doch die großen Bergrennen an dieser berühmten Strecke sollten nicht der Vergessenheit anheimfallen.
So kam es schon einmal zu einem Wiedersehen mit dem Motorsport auf dem Großglockner: 1985 kamen anlässlich des 50-jährigen Bestehens der Straße etwa 100 Automobile und Motorräder aus der Zeit vor 1940. So war auch Hans Hermann mit dem Mercedes-Benz W196, dem „Silberpfeil“, gekommen.

### Die Großglockner Trophy für historische Rennmotorräder
Eine Neuauflage der Motorradrennen gab es in geänderter Form von 2002 bis 2012. Die „Großglockner Trophy“ für historische Rennmotorräder bis Baujahr 1962 fand alle zwei Jahre statt. Dieses Memorial, das als Gleichmäßigkeitsveranstaltung durchgeführt wurde, fand  2002, 2004 und 2006 in Erinnerung an den 2001 verstorbenen Rennprofessor Helmut Krackowizerstatt. Ab 2008 wurde diese Veranstaltung nicht mehr als Memorial Krackowizer durchgeführt.

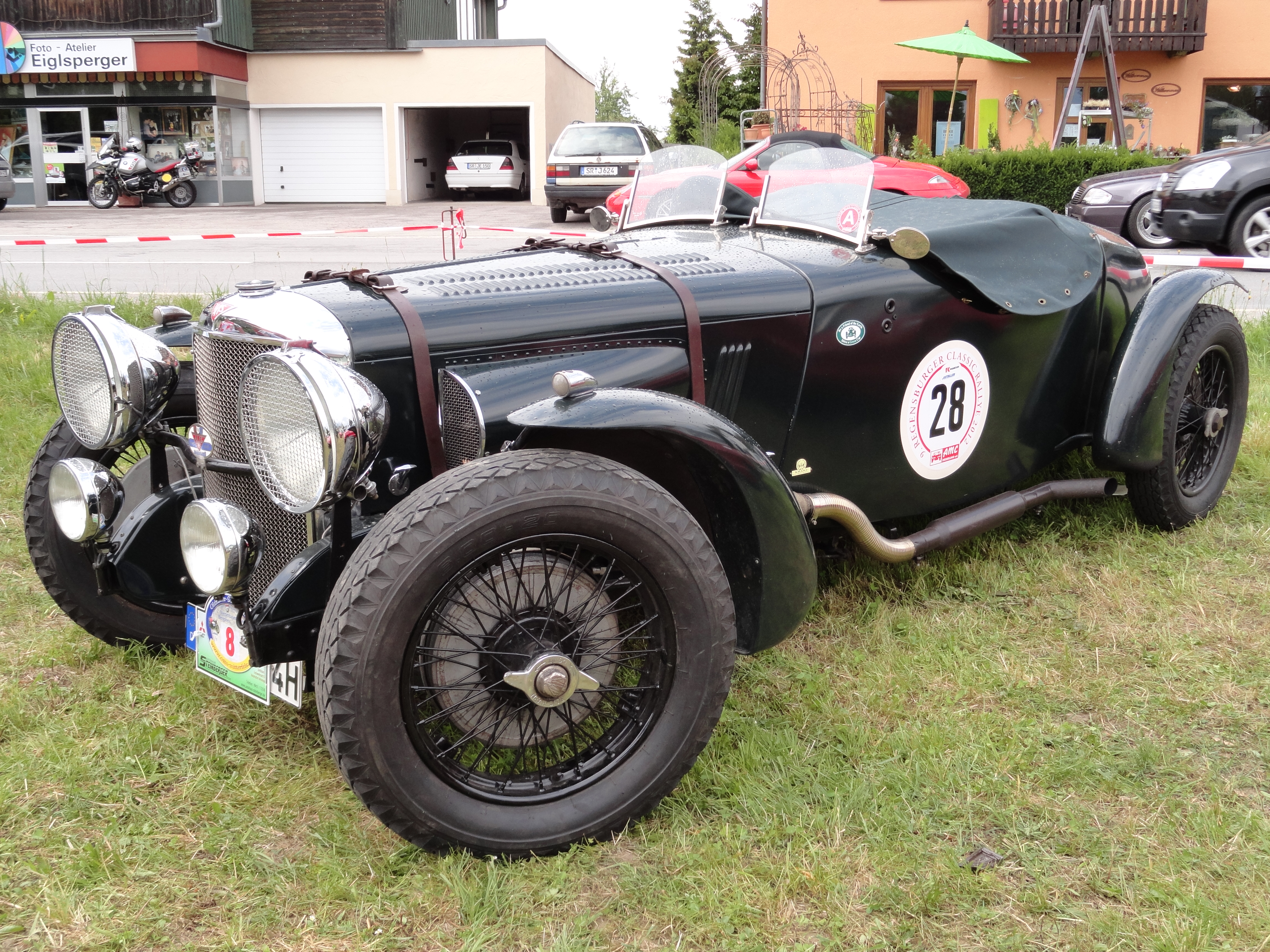
Alvis Speed 20 SB (1934):
Siegerfahrzeug im Jahr 2015,
Fahrer Jürgen Eichhorn

### Der „Großglockner Grand Prix“ für historische Automobile
Auch die legendären Rennwagen aus den historischen Rennen 1935, 1938 und 1939 kehrten im 21. Jahrhundert wieder auf die Großglockner-Hochalpenstraße zurück. Der erste „Großglockner Grand Prix“ für Automobile der Baujahre 1920 bis 1939 und 1940 bis 1960 fand am 20. und 21. September 2012 statt. Es war das Großglockner-Rennen als Revival-Veranstaltung, welches der alten Rennen vor dem Zweiten Weltkrieg gedachte und mit einer Vielzahl originaler Starterfahrzeuge der historischen Rennen die originale Strecke von Ferleiten bis zum Fuscher Törl befuhr. Mercedes-Benz brachte aus dem Museum zum Beispiel den originalen Siegerwagen von Hermann Lang aus dem Großglockner-Rennen 1939 mit – einen Mercedes-Benz Silberpfeil W 125. Diese Veranstaltung fand bis 2017 jährlich statt.